# Samorząd Regionu Menasze
Samorząd Regionu Menasze (hebr. מועצה אזורית מנשה) – samorząd regionu położony w dystrykcie Hajfa, w Izraelu.

## Położenie
Samorządowi podlegają tereny na wybrzeżu Morza Śródziemnego w pobliżu miasta Hadera.

## Osiedla
Znajduje się tutaj 10 kibuców, 6 moszawów i 5 wiosek.

### Kibuce
| - Barkaj - En Szemer - Gan Szemu’el - Kefar Glikson - Lahawot Chawiwa | - Ma’anit - Maggal - Mecer - Miszmarot - Regawim |

### Moszawy
| - En Iron - Gan ha-Szomeron - Kefar Pines - Ma’or | - Me Ammi - Sede Jicchak - Talme Elazar |

### Wioski
| - Al-Arjan - Allone Jicchak - Majsar | - Sza’ar Menasze - Umm al-Kutuf |